# Nikolaj Grjazin
Nikolaj Grjazin (* 7. října 1997) je ruský jezdec rally. V současné době soutěží v mistrovství světa v podpůrném šampionátu WRC-2. Je synem ruského jezce rallye Stanislava Grjazina.
Nikolaj má rád i virtuální závodění, je známý tím že jezdí na českém pluginu hry Richard Burns Rally.

## Kariéra

### Rané roky
S podporou Sports Racing Technologies se poprvé dostal na vrchol evropských rally v roce 2016, v juniorských třídách ME, jezdil ve třídě ERC-3 s Peugeotem 208 R2. Od začátku ukazoval rychlost, ale postrádal spolehlivost. Po čtyřech podnicích, ve kterých nedokončil, zaznamenal vítězství ve třídě v Polsku na Rajd Rzeszowski a pódium na Barum Czech Rally Zlín. Sezónu zakončil na 4. místě v žebříčku ERC-3. V tomto roce se také umístil na 6. místě v lotyšském juniorském šampionátu.

## Výsledky

### ERC
| Rok  | Tým                        | Vůz                    | 1       | 2      | 3       | 4       | 5       | 6       | 7      | 8      | 9      | 10      | ERC  | Body |
| ---- | -------------------------- | ---------------------- | ------- | ------ | ------- | ------- | ------- | ------- | ------ | ------ | ------ | ------- | ---- | ---- |
| 2015 | Sports Racing Technologies | Škoda Fabia R5         | JAN     | LVA    | IRL     | ACO     | YPR     | EST     | CZE    | CYP    | GRC    | VAL 6   | 34.  | 10   |
| 2016 | Sports Racing Technologies | Peugeot 208 R2         | ESP     | IRL 20 | GRC     | ACO Ret | YPR Ret | EST Ret | POL 13 | CZE 29 | LVA 27 |         | NC   | 0    |
| 2016 | Sports Racing Technologies | Škoda Fabia R5         |         |        |         |         |         |         |        |        |        | CYP Ret | NC   | 0    |
| 2017 | Sports Racing Technologies | Škoda Fabia R5         | ACO 5   | ESP 12 | GRC Ret | CYP 33  | POL Ret | CZE 14  | ROM 8  | LVA 1  |        |         | 7.   | 59   |
| 2018 | Sports Racing Technologies | Škoda Fabia R5         | ACO     | ESP 2  | GRC     | CYP     | ROM 27  | CZE 5   | POL 1  | LVA 1  |        |         | 2.   | 129  |
| 2019 | Sports Racing Technologies | Škoda Fabia R5         | AZO     | CAN    | LIE     | POL     | RMC Ret | CZE Ret | CYP    | HUN    |        |         | NC   | 0    |
| 2020 | Hyundai Motorsport N       | Hyundai i20 R5         | ITA     | LAT 20 | PRT     | HUN     | ESP     | BEL     |        |        |        |         | 34th | 1    |
| 2021 | Movisport SRL              | Volkswagen Polo GTI R5 | POL Ret | LAT 1  | ITA 21  | CZE     |         |         |        |        |        |         |      |      |

### WRC
| Rok  | Tým                        | Vůz                    | Třída | 1     | 2     | 3       | 4     | 5       | 6       | 7       | 8       | 9     | 10    | 11     | 12  | 13     | 14    | Umístění | Body |
| ---- | -------------------------- | ---------------------- | ----- | ----- | ----- | ------- | ----- | ------- | ------- | ------- | ------- | ----- | ----- | ------ | --- | ------ | ----- | -------- | ---- |
| 2019 | Sports Racing Technologies | Škoda Fabia R5         | WRC-2 | MON   | SWE 5 | MEX     | FRA 2 | ARG     | CHL     | POR 5   | ITA Ret | FIN 1 | GER 5 | TUR WD | GBR |        |       | 4.       | 73   |
| 2019 | Sports Racing Technologies | Škoda Fabia R5 Evo     | WRC-2 |       |       |         |       |         |         |         |         |       |       |        |     | ESP 11 | AUS C | 4.       | 73   |
| 2020 | Hyundai Motorsport N       | Hyundai i20 R5         | WRC-2 | MON 3 | SWE 6 | MEX 2   | EST 5 | TUR     | ITA Ret | MNZ     |         |       |       |        |     |        |       | 5th      | 51   |
| 2021 | Movisport                  | Volkswagen Polo GTI R5 | WRC-2 | MON 4 | ARC 3 | CRO Ret | POR 4 | ITA Ret | SAF     | EST Ret | FIN     | BEL 2 | CHL   | ESP    | JPN |        |       | 5th*     | 17*  |